# Polen op de Olympische Winterspelen 1976
Tijdens de Olympische Winterspelen van 1976, die in Innsbruck (Oostenrijk) werden gehouden, nam Polen voor de twaalfde keer deel.

## Deelnemers en resultaten

### Alpineskiën
| Olympiër           | Discipline       | Resultaat | Prestatie                        |
| ------------------ | ---------------- | --------- | -------------------------------- |
| Jan Bachleda Curuś | slalom (m)       | 11e       | 2.08,81 (+5,52) 1.03,76+1.05,05  |
| Roman Dereziński   | afdaling (m)     | 52e       | 1.56,33 (+10,60)                 |
| Roman Dereziński   | reuzenslalom (m) | 38e       | 3.53,71 (+26,74) 1.55,44+1.58,27 |
| Roman Dereziński   | slalom (m)       | 21e       | 2.14,73 (+11,44) 1.04,93+1.09,80 |

### Biatlon
| Olympiër                                                 | Discipline             | Resultaat | Prestatie                                                                                  |
| -------------------------------------------------------- | ---------------------- | --------- | ------------------------------------------------------------------------------------------ |
| Jan Szpunar                                              | 20 km (m)              | 19e       | 1:21.27,20 (+7.14,94) pen.: 4 (0 / 3 / 1 / 0)                                              |
| Wojciech Truchan                                         | 20 km (m)              | 28e       | 1:24.02,62 (+9.50,36) pen.: 6 (1 / 0 / 0 / 5)                                              |
| Andrzej Rapacz                                           | 20 km (m)              | 46e       | 1:28.30,82 (+14.18,56) pen.: 10 (1 / 4 / 1 / 4)                                            |
| Jan Szpunar Andrzej Rapacz Ludwik Zięba Wojciech Truchan | 4x7,5 km estafette (m) | 12e       | 2:11.46,54 (+13.50,90) pen.: 9 (6 / 2 / 0 / 1) (36.25,42 / 32.24,37 / 30.33,06 / 32.23,69) |

### Kunstrijden
| Olympiër                     | Discipline | Resultaat | Prestatie               |
| ---------------------------- | ---------- | --------- | ----------------------- |
| Grażyna Dudek                | vrouwen    | 18e       | pc. 159,0; 159,5 punten |
| Teresa Weyna Piotr Bojańczyk | ijsdansen  | 9e        | pc. 90,0; 182,2 punten  |

### Langlaufen
| Olympiër                                                       | Discipline            | Resultaat | Prestatie                                                         |
| -------------------------------------------------------------- | --------------------- | --------- | ----------------------------------------------------------------- |
| Jan Dragon                                                     | 15 km (m)             | dnf       | opgave                                                            |
| Wiesław Gębala                                                 | 15 km (m)             | 22e       | 46.59,00 (+3.00,53)                                               |
| Wiesław Gębala                                                 | 30 km (m)             | 20e       | 1:35.09,65 (+4.40,27)                                             |
| Wiesław Gębala                                                 | 50 km (m)             | dnf       | opgave                                                            |
| Jerzy Koryciak                                                 | 30 km (m)             | 47e       | 1:39.02,46 (+8.33,08)                                             |
| Jerzy Koryciak                                                 | 50 km (m)             | dnf       | opgave                                                            |
| Władysław Podgórski                                            | 15 km (m)             | 44e       | 48.18,62 (+4.20,15)                                               |
| Władysław Podgórski                                            | 30 km (m)             | dnf       | opgave                                                            |
| Jan Staszel                                                    | 15 km (m)             | 40e       | 48.04,31 (+4.05,84)                                               |
| Jan Staszel                                                    | 30 km (m)             | 24e       | 1:35.46,82 (+5.17,44)                                             |
| Jan Staszel                                                    | 50 km (m)             | dnf       | opgave                                                            |
| Wiesław Gębala Jan Staszel Jan Dragon Władysław Podgórski      | 4x10 km estafette (m) | 13e       | 2:16.06,63 (+8.06,91) (35.33,85 / 32.23,89 / 34.56,60 / 33.12,29) |
|                                                                |                       |           |                                                                   |
| Anna Gębala                                                    | 5 km (v)              | 31e       | 17.58,91 (+2.10,22)                                               |
| Anna Gębala                                                    | 10 km (v)             | 27e       | 33.13,21 (+2.59,80)                                               |
| Władysława Majerczyk                                           | 5 km (v)              | 24e       | 17.29,01 (+1.40,32)                                               |
| Władysława Majerczyk                                           | 10 km (v)             | 20e       | 32.30,68 (+2.17,27)                                               |
| Anna Pawlusiak                                                 | 5 km (v)              | 25e       | 17.29,61 (+1.40,92)                                               |
| Anna Pawlusiak                                                 | 10 km (v)             | 26e       | 33.01,47 (+2.48,06)                                               |
| Maria Trebunia                                                 | 5 km (v)              | 36e       | 18.21,64 (+2.32,95)                                               |
| Maria Trebunia                                                 | 10 km (v)             | 33e       | 34.14,44 (+4.01,03)                                               |
| Anna Pawlusiak Anna Gębala Maria Trebunia Władysława Majerczyk | 4x5 km estafette (v)  | 8e        | 1:14.13,40 (+6.23,65) (18.44,10 / 18.25,38 / 18.53,49 / 18.10,43) |

### Noordse combinatie
| Olympiër          | Discipline | Resultaat | Prestatie                                                                                            |
| ----------------- | ---------- | --------- | --- |
| Stefan Hula       | mannen     | 16e       | 382,88 punten schans: 205,9 p 98,7 (71,5 m)+101,0 (75,0 m)+104,9 (77,0 m) 15 km: 176,98 p (52:48.37) |
| Jan Legierski     | mannen     | 18e       | 381,08 punten schans: 175,7 p 88,9 (66,0 m)+86,8 (68,0 m)+85,8 (68,5 m) 15 km: 205,38 p (49:39.05)   |
| Marek Pach        | mannen     | 20e       | 374,79 punten schans: 191,3 p 94,7 (71,5 m)+93,2 (72,0 m)+96,6 (74,0 m) 15 km: 183,49 p (52:04.95)   |
| Stanisław Kawulok | mannen     | dnf       | opgave schans: 172,8 p 83,7 (64,0 m)+81,5 (65,0 m)+89,1 (69,0 m) 15 km: opgave                       |

### Rodelen
| Olympiër                          | Discipline | Resultaat | Prestatie                                             |
| --------------------------------- | ---------- | --------- | ----------------------------------------------------- |
| Jan Kasielski                     | mannen     | 12e       | 3.34,189 (+6,501) (53,969 / 53,551 / 53,115 / 53,554) |
| Mirosław Więckowski               | mannen     | 16e       | 3.35,220 (+7,532) (54,739 / 53,782 / 53,113 / 53,586) |
| Andrzej Piekoszewski              | mannen     | 19e       | 3.36,259 (+8,571) (54,474 / 54,166 / 53,502 / 54,117) |
| Teresa Bugajczyk                  | vrouwen    | 12e       | 2.53,929 (+3,308) (43,621 / 43,701 / 43,157 / 43,450) |
| Barbara Piecha                    | vrouwen    | 13e       | 2.54,960 (+4,339) (44,060 / 43,722 / 43,378 / 43,800) |
| Halina Kanasz                     | vrouwen    | 14e       | 2.56,335 (+5,714) (43,967 / 45,138 / 43,499 / 43,731) |
| Andrzej Żyła Jan Kasielski        | dubbel     | 10e       | 1.27,737 (+2,133) (43,748 / 43,989)                   |
| Mirosław Więckowski Andrzej Kozik | dubbel     | 12e       | 1.28,002 (+2,398) (44,025 / 43,977)                   |

### Schaatsen
| Olympiër                | Discipline | Resultaat | Prestatie        |
| ----------------------- | ---------- | --------- | ---------------- |
| Janina Korowicka        | 1000 m (v) | 26e       | 1.35,81 (+7,38)  |
| Janina Korowicka        | 1500 m (v) | 19e       | 2.24,30 (+7,72)  |
| Janina Korowicka        | 3000 m (v) | 16e       | 4.57,48 (+12,29) |
| Ewa Malewicka           | 500 m (v)  | 26e       | 46,67 (+3,91)    |
| Ewa Malewicka           | 1000 m (v) | 19e       | 1.33,89 (+5,46)  |
| Ewa Malewicka           | 1500 m (v) | 18e       | 2.24,26 (+7,68)  |
| Ewa Malewicka           | 3000 m (v) | 25e       | 5.08,79 (+23,60) |
| Stanisława Pietruszczak | 500 m (v)  | 14e       | 44,68 (+1,92)    |
| Erwina Ryś              | 500 m (v)  | 18e       | 45,37 (+2,61)    |
| Erwina Ryś              | 1000 m (v) | 10e       | 1.31,59 (+3,16)  |
| Erwina Ryś              | 1500 m (v) | 8e        | 2.19,69 (+3,11)  |
| Erwina Ryś              | 3000 m (v) | 10e       | 4.50,95 (+5,76)  |

### Schansspringen
| Olympiër          | Discipline         | Resultaat | Prestatie                                          |
| ----------------- | ------------------ | --------- | -------------------------------------------------- |
| Stanisław Bobak   | normale schans (m) | 28e       | 211,0 punten 104,2 p. (74,0 m) + 106,8 p. (75,0 m) |
| Stanisław Bobak   | grote schans (m)   | 37e       | 168,0 punten 81,4 p. (81,0 m) + 86,6 p. (81,5 m)   |
| Adam Krzysztofiak | normale schans (m) | 38e       | 205,8 punten 100,0 p. (72,0 m) + 105,8 p. (75,0 m) |
| Marek Pach        | grote schans (m)   | 40e       | 164,7 punten 88,5 p. (85,0 m) + 76,2 p. (78,0 m)   |
| Tadeusz Pawlusiak | normale schans (m) | 31e       | 210,2 punten 105,5 p. (74,5 m) + 104,7 p. (74,0 m) |
| Tadeusz Pawlusiak | grote schans (m)   | 52e       | 130,8 punten 74,0 p. (75,0 m) + 56,8 p. (67,0 m)   |
| Janusz Waluś      | normale schans (m) | 52e       | 185,2 punten 92,7 p. (69,0 m) + 92,5 p. (69,5 m)   |
| Janusz Waluś      | grote schans (m)   | 39e       | 167,5 punten 84,1 p. (79,0 m) + 83,4 p. (78,5 m)   |

### IJshockey
| Olympiër | Discipline | Resultaat | Prestatie |
| --- | ---------- | --------- | --- |
| Stefan Chowaniec Andrzej Tkacz Andrzej Iskrzycki Marek Marcińczak Kordian Jajszczok Tadeusz Obłój Jerzy Potz Andrzej Słowakiewicz Andrzej Zabawa Walenty Ziętara Karol Żurek Walery Kosyl Robert Góralczyk Wiesław Jobczyk Leszek Kokoszka Henryk Pytel Mieczysław Jaskierski Marian Kajzerek | mannen     | 6e        | kwalificatieronde: 7 - 4 Polen - Roemenië A-groep (1e-6e plaats): 4 - 7 Polen - Bondsrepubliek Duitsland 1 - 16 Polen - Sovjet-Unie 1 - 7 Polen - Tsjecho-Slowakije 2 - 7 Polen - Verenigde Staten 1 - 7 Polen - Finland |

Andorra · Argentinië · Australië · België · Bondsrepubliek Duitsland · Bulgarije · Canada · Chili · Duitse Democratische Republiek · Finland · Frankrijk · Griekenland · Groot-Brittannië · Hongarije · IJsland · Iran · Italië · Japan · Joegoslavië · Libanon · Liechtenstein · Nederland · Nieuw-Zeeland · Noorwegen · Oostenrijk · Polen · Roemenië · San Marino · Sovjet-Unie · Spanje · Taiwan · Tsjecho-Slowakije · Turkije · Verenigde Staten · Zuid-Korea · Zweden · Zwitserland